# Neosalpingus brevis
Neosalpingus brevis is een keversoort uit de familie platsnuitkevers (Salpingidae). De wetenschappelijke naam van de soort werd in 1919 gepubliceerd door Arthur Mills Lea.